# 340-349
De jaren 340-349 (van de christelijke jaartelling) zijn een decennium in de 4e eeuw.

## Belangrijke gebeurtenissen

### Romeinse Rijk
- 340 : Keizer Constantijn II van Rome sneuvelt.
- 344 : Keizer Constantius II hervat de Romeins-Perzische oorlogen.

### Christendom
- 343 : Op het Concilie van Sardica, bijeengeroepen door paus Julius I op aanvraag van de keizers Constantius II en Constans wordt patriarch Athanasius van Alexandrië vrijgesproken van alle beschuldigingen. 80 Oosterse bisschoppen verlaten het concilie en komen samen in Philippopolis. Daar wordt Athanasius alsnog opnieuw veroordeeld. Ook veroordeelt men de handelwijze van paus Julius I en excommuniceert men alle bisschoppen die in Sardica aanwezig bleven en alle Oosterse bisschoppen die sympathie voor de besluiten van het Concilie van Nicea voelen.
- 346 : Athanasius van Alexandrië krijgt gratie van keizer Constantius II en keert terug als patriarch van Alexandrië.
- 348 : Sjapoer II laat Abraham van Arbela onthoofden. Sjapoer beschouwt het christendom de religie van de vijand, de Romeinen.

## Heersers

### Europa
- Romeinse Rijk: Constantijn II (337-340), Constans I (337-350), Constantius II (337-361)

### Azië
- Armenië: Tigranes VII (339-ca. 350)
- India (Gupta's): Samudragupta (335-375)
- Japan (traditionele data): Nintoku (313-399)
- Perzië (Sassaniden): Shapur II (309-379)

### Religie
- paus: Julius I (337-352)
- patriarch van Alexandrië: Athanasius (328-373)
- patriarch van Antiochië: Filaclus (334-342), Stefanus I (342-344), Leontius (344-357)

<< · 340 · 341 · 342 · 343 · 344 · 345 · 346 · 347 · 348 · 349 · >>
<< · 300-309 · 310-319 · 320-329 · 330-339 · 340-349 · 350-359 · 360-369 · 370-379 · 380-389 · 390-399 · >>